# 矢野城 (阿波国)
矢野城（やのじょう）は、徳島県徳島市国府町矢野にあった日本の城。

## 概要・歴史
四国八十八カ所十五番札所・国分寺の北西500メートル、西方から突出した、気延山と呼ばれる丘陵の標高28メートルの尾根先端に位置する。南山麓には阿波史跡公園があり、矢野の古墳（県指定史跡）や宮谷古墳（気延山古墳群）等の遺跡が広がっている。
西方の尾根続きに空堀を掘り、その堀を傾斜の比較的緩い南側へ回している。城内は東西約60メートル、南北約25メートルで、必ずしも整地された曲輪ではない。所々に気延山古墳群の破壊された跡などもある。
築城年代は不明だが永禄年間（1558年-1570年）に矢野国村が築いたとされる。 天正7年（1579年）12月、脇城下で三好康俊・武田信顕らの謀略によって、矢野国村は三好軍と長宗我部軍との狭撃に遭い、討死した。それ以降の矢野城の経緯については不明である。